# Димитър Попски
Димитър Попски е книжовник от кръга на Софроний Врачански и един от първите български стихотворци от времето на Възраждането.

## Биография
В Букурещ се сближава със Софроний, когото нарича свой благодетел и баща заради полаганите от него грижи. По всяка вероятност Попски помага на Врачански при отпечатването през 1806 година на „Неделника“ – смятана в миналото за първата българска печатна книга на новобългарски език. През 1813 година пише „Ода за Софроний“, която е открита от Георги Раковски и публикувана за първи път във вестник „Дунавски лебед“, през 1861 година, брой 54.